# Volcà de Cerro Gordo
Cerro Gordo és un volcà al terme de Granátula de Calatrava, província de Ciudad Real, amb un eix major de 1.000 metres i una prominència de 90 metres, encara que a les seves profunditats amaga 830 metres de magma, terra i sediments. La seva silueta destaca sobre el paisatge de Campo de Calatrava i està format per les restes que van deixar les seves darreres erupcions, recorda la forma d'un volcà tradicional amb una muntanya escarpada i un cràter al cim però es tracta d'un con d'escòria o con de piroclasts. El volcà va passar per diverses fases eruptives que van formar fonts de lava i colades, a més de fases hidrovolcàniques que modelaren la seva estructura en con d'escòria i colades de fang.
Després de la seva inauguració el 15 d'abril del 2016 es concertí en el primer volcà visitable de la península Ibèrica.

## Context geològic
És a la regió volcànica del Campo de Calatrava o província volcànica de Calatrava, una de les zones de vulcanisme recent més destaques de la península Ibèrica al costat de la de Cabo de Gata i la d'Olot. Comparteix superfície amb 332 edificis volcànics diferents que conviuen sobre una extensió de 5.000 km² i a l'àrea de les quals també estan incloses les localitats de Ciudad Real, Daimiel, Bolaños, Almagro i Miguelturra.
Conforma, conjuntament amb els volcans de La Herradura, La Sima, La Carrascosa, Cerro Negro i La Cornudilla, de l'alineació volcànica de la Sierra de Valenzuela, on tots ells es caracteritzen per desenvolupar erupcions freatomagmàtiques, estrombolianes i efusives. També són coneguts per la formació de cons d'escòria sobre la superfície, a causa de potents i llargues colades que provoquen una accentuació del relleu i grans cràters d'explosió que contenen dipòsits hidromagmàtics.

## Formació
Una erupció de caràcter estrombolià als cims de la serra paleozoica provocada per una fractura amb direcció nord-sud-oest, al costat del maar de Varondillo, alliberà petits piroclasts negres, vesiculats i sense traces de soldadura, que van donar forma a un con asimètric amb un cràter en forma de ferradura. L'expulsió de laves fluïdes de nefelinita olivina van formar una llarga colada que es va dirigir cap a la conca de Valenzuela i que, que es bifurcà en dos ramals, assolint una longitud de més de 2 quilòmetres i 700 metres d'amplada.
Posteriorment es va produir una erupció explosiva freatomagmàtica que va obrir un gran cràter i on es van formar onades piroclàstiques de caràcter humit i sec. Els dipòsits que va generar el succés van formar un anell de toves que es va mantenir en perfecte estat.
Una nova erupció estromboliana va marcar el final de les erupcions de Cerro Gordo, en què es van emetre piroclasts i es produïren allaus de spatter després del desenvolupament d'intenses fonts de lava. Els piroclasts prengueren un color vermellós degut als processos hidrotermals que sofriren, derivats de la desgasificació i refredament dels dipòsits piroclàstics de tipus lahar.

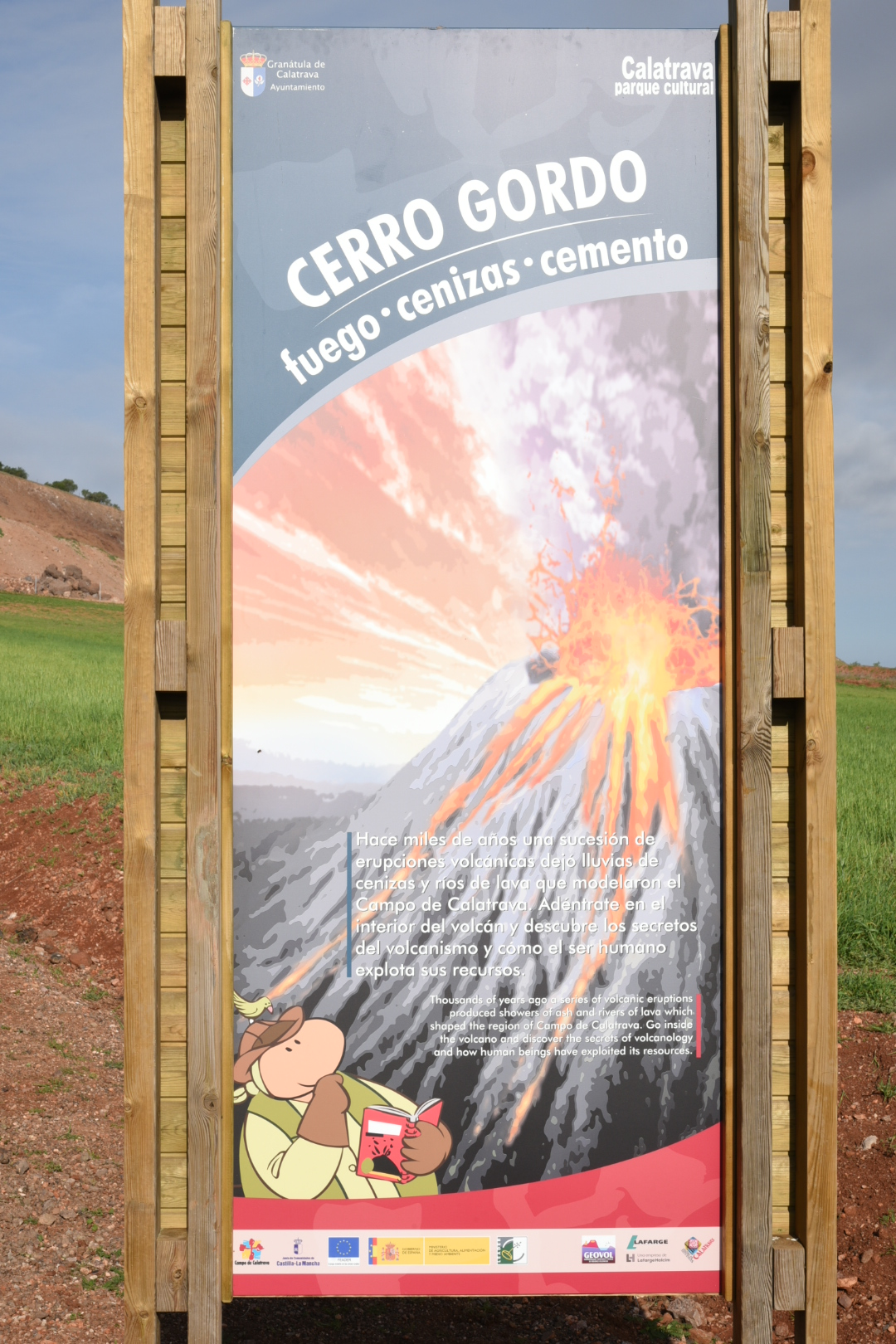

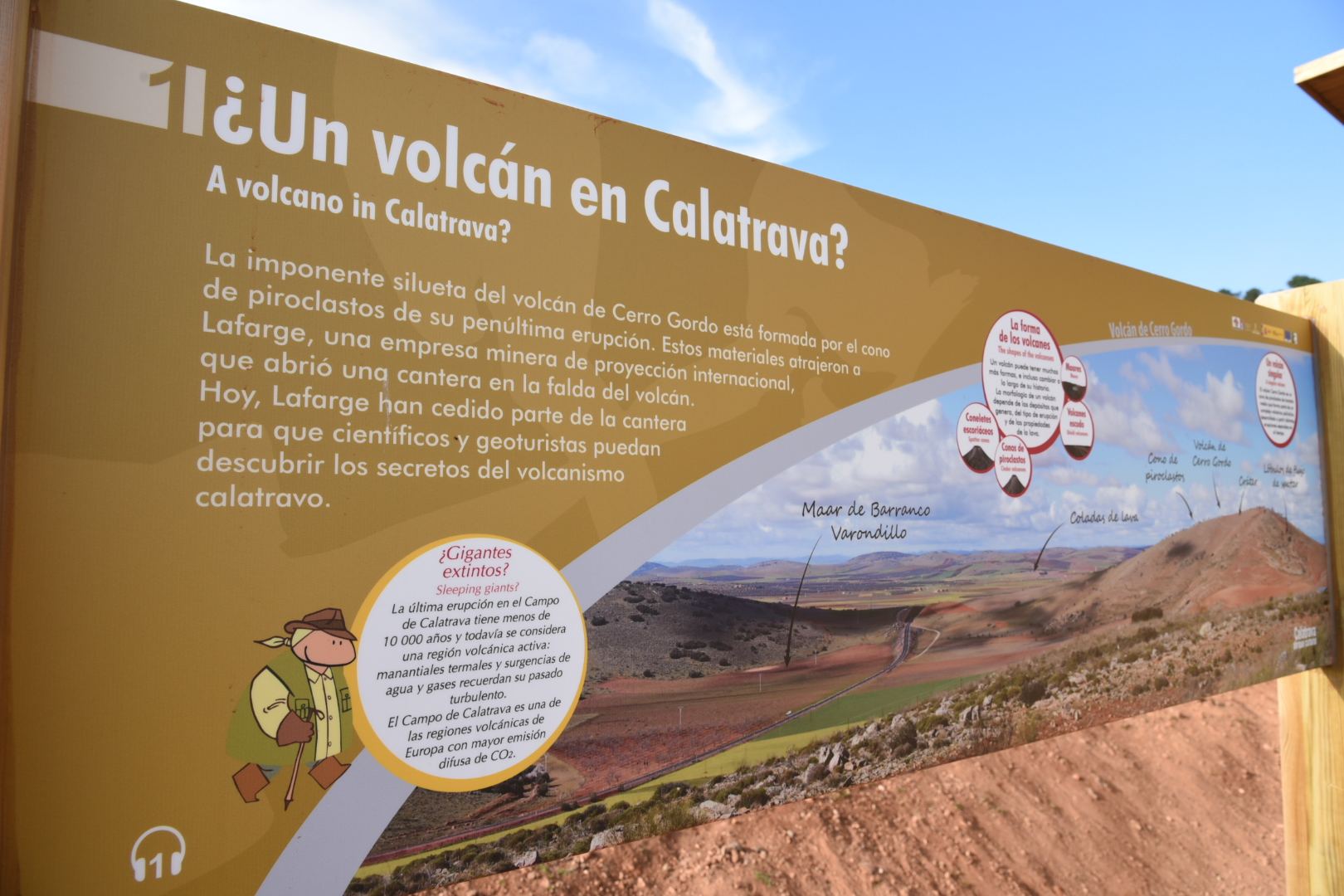

## Explotació
El terreny de Cerro Gordo es va concedir a Lafarge Holcim, una empresa d'explotació minera propietària de la Mina San Carlos, que va sotmetre al volcà a una intensa activitat extractiva, aquest procés permeté un millor estudi dels processos eruptius.

## Visites guiades
El febrer del 2011, després de llargues negociacions, Lafarge va cedir el 2.000 m² a l'ajuntament de Granátula de Calatrava per tal de crear un museu cientifico-didàctic en una de les parts obertes del volcà. Gràcies al programa europeu LEADER 2007-2013, es va concedir una subvenció de 120.000 euros amb la missió de sufragar les despeses de la construcció del museu i la zona de visita guiada, que va incloure un aparcament per a turismes i autobusos, un circuit guiat i tancat amb 10 panells informatius, a més d'un centre d'interpretació sobre Cerro Gordo. Al recorregut guiat es va incloure també un mirador amb funció d'observatori i una alçada de 4 metres.
El projecte va obrir les portes el 15 d'abril del 2016 convertint-se en el primer volcà visitable de la península ibèrica. Va rebre més de 15.000 visitants fins a final d'any, en col·laboració amb el Grup de Recerca GEOVOL «Geomorfologia, Territori i Paisatge en Regions Volcàniques» de la Universitat de Castilla-La Mancha; tres anys més tard assolí les 30.000 visites des de la inauguració.